# Galle (botanique)
Pour les articles homonymes, voir Galle.

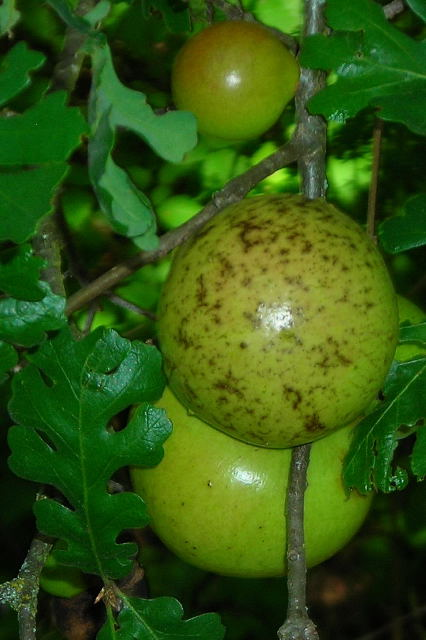
La mouche à galles Andricus kollari pond un œuf à la base d'un bourgeon d'un chêne pédonculé qui réagit en formant une « galle-noix ».

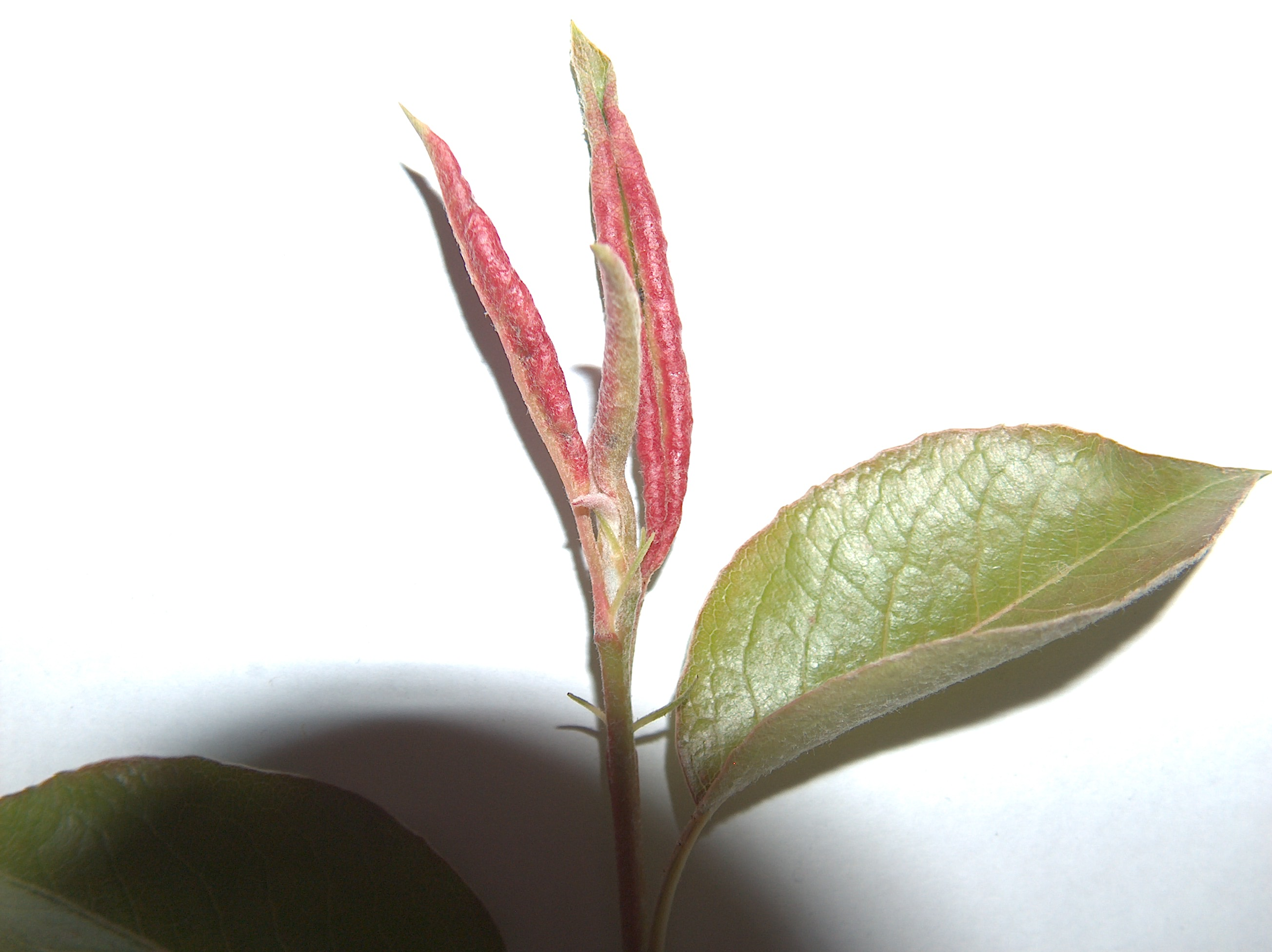
Galle de Dasineura pyri par enroulement marginal en gousse du limbe foliaire.

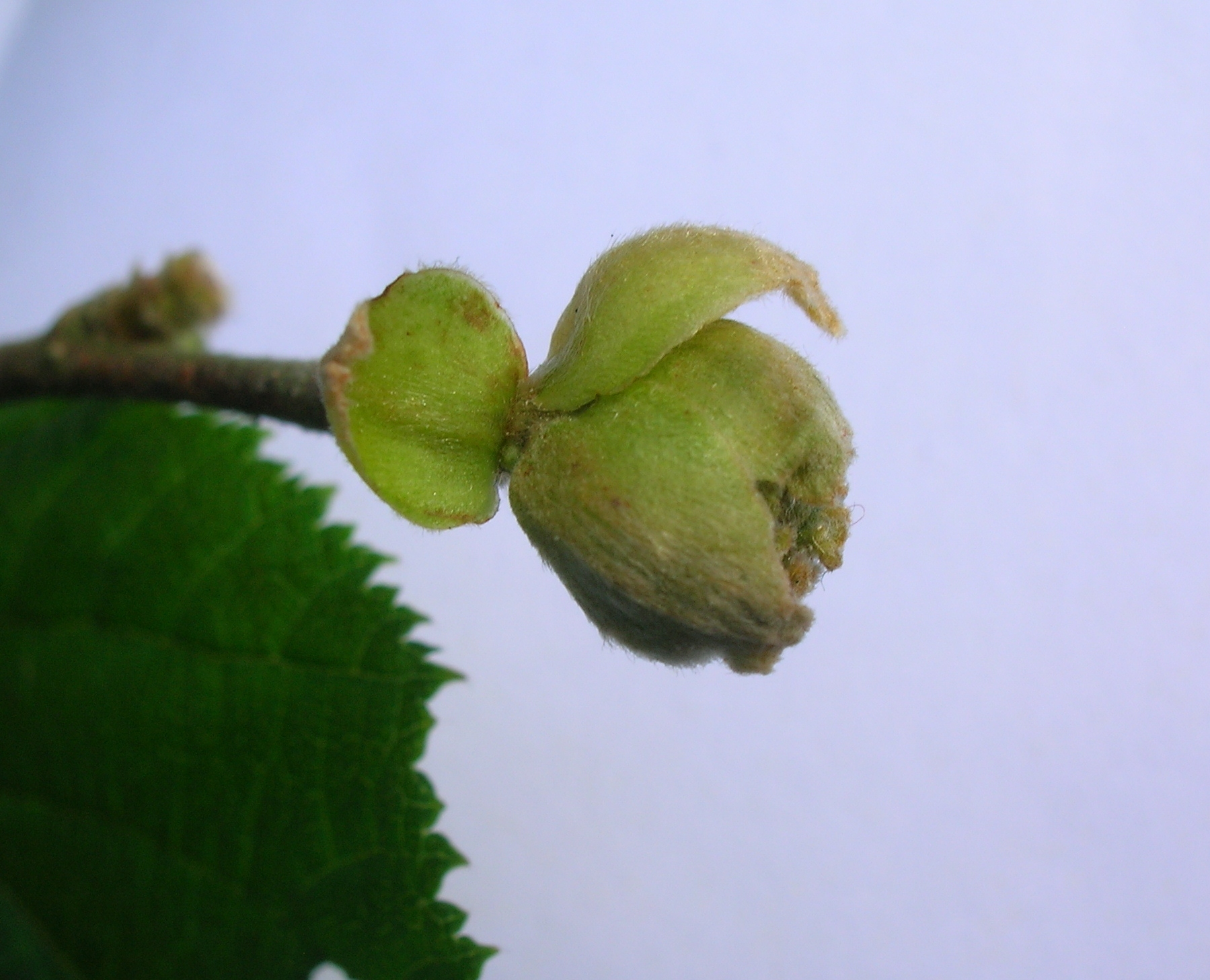
Bourgeon de noisetier hypertrophié par Phytoptus avellanae.

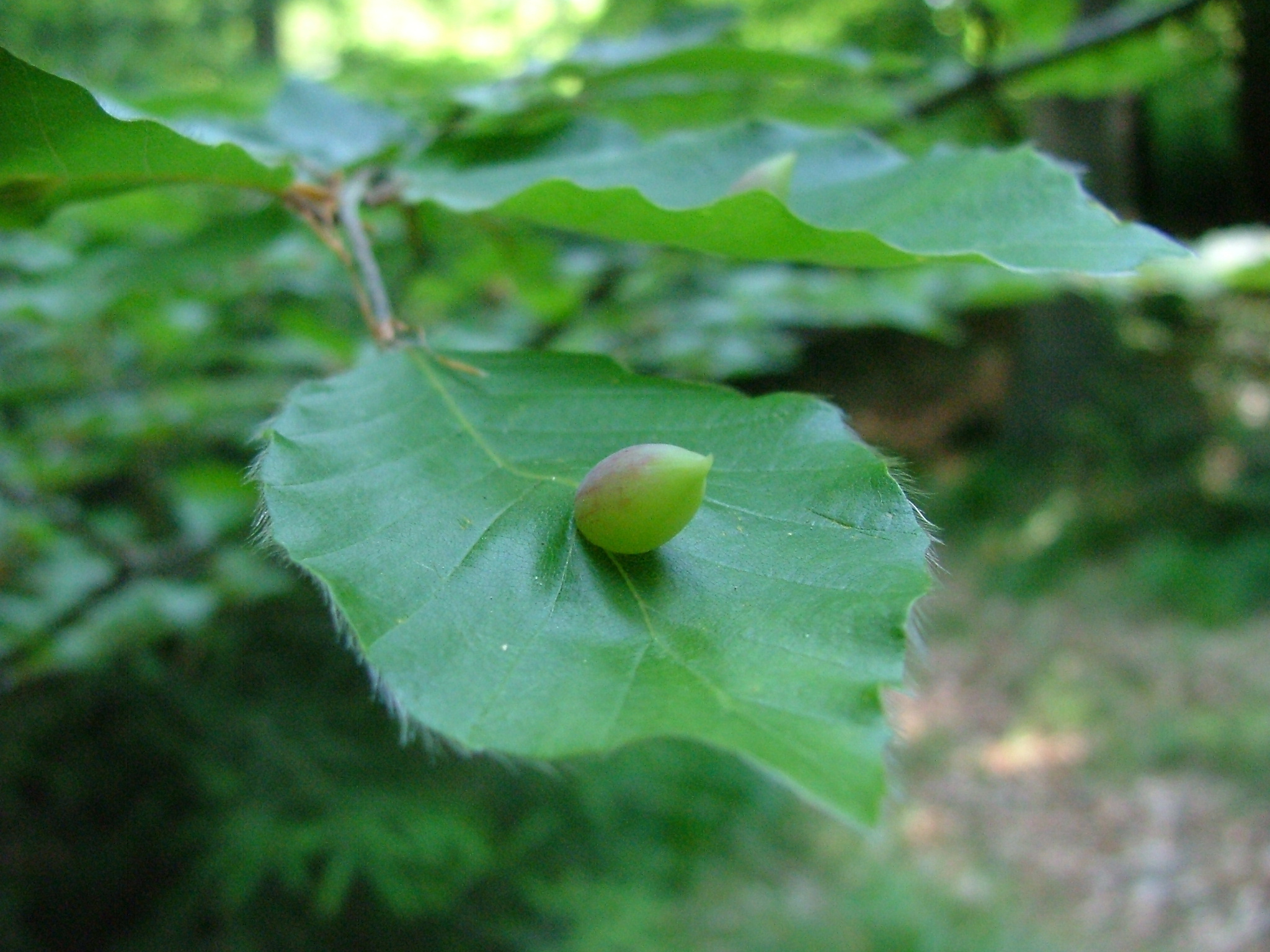
Galle de cécidomyie du hêtre en forme de pépin d'orange.

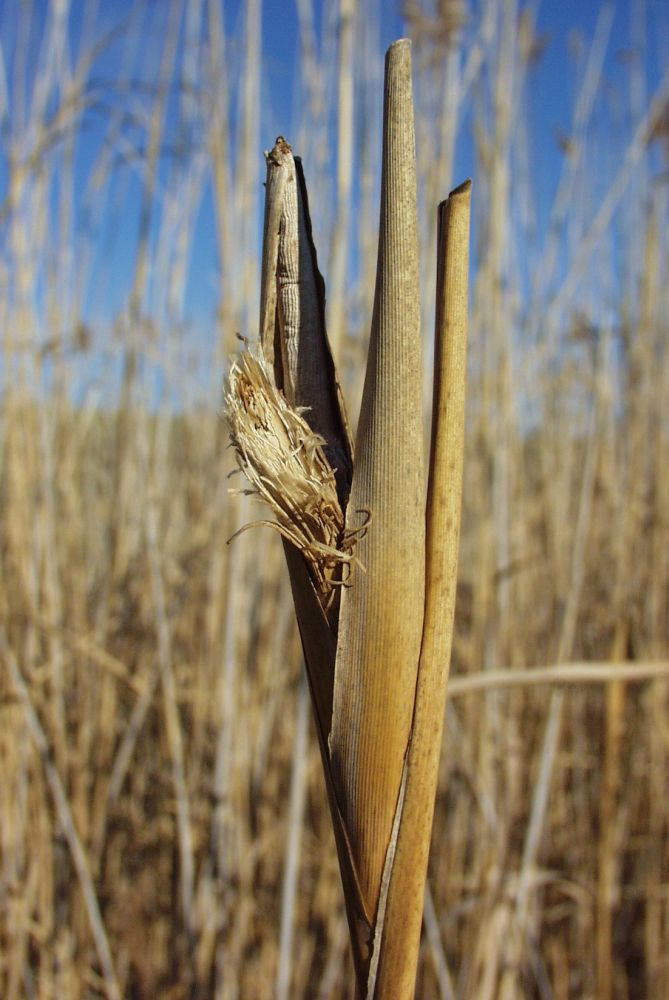
Galle « en cigare » de Lipara lucens sur un roseau, formée par un fuseau de feuilles imbriquées.

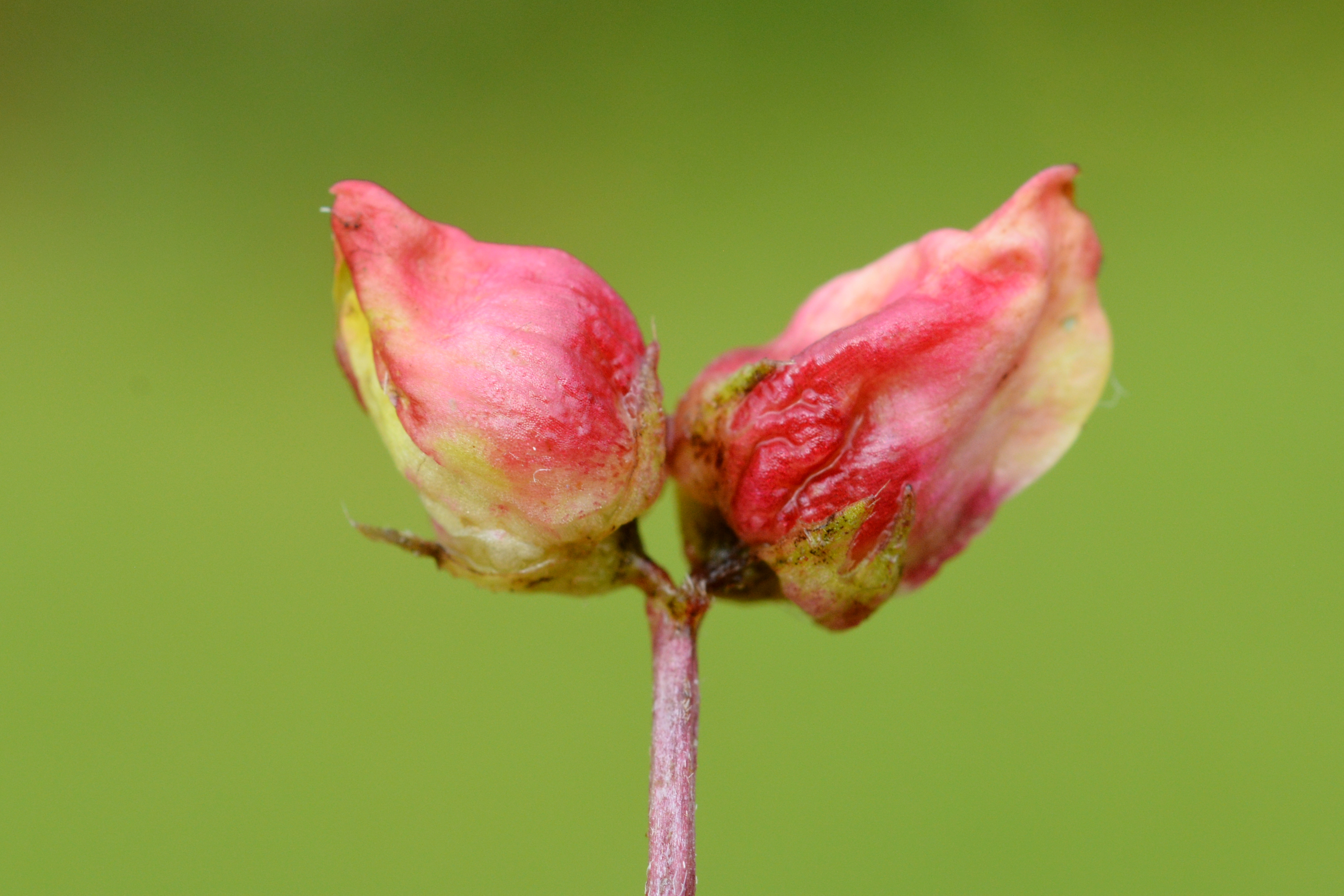
La galle de Contarinia loti déforme la fleur du Lotier corniculé.

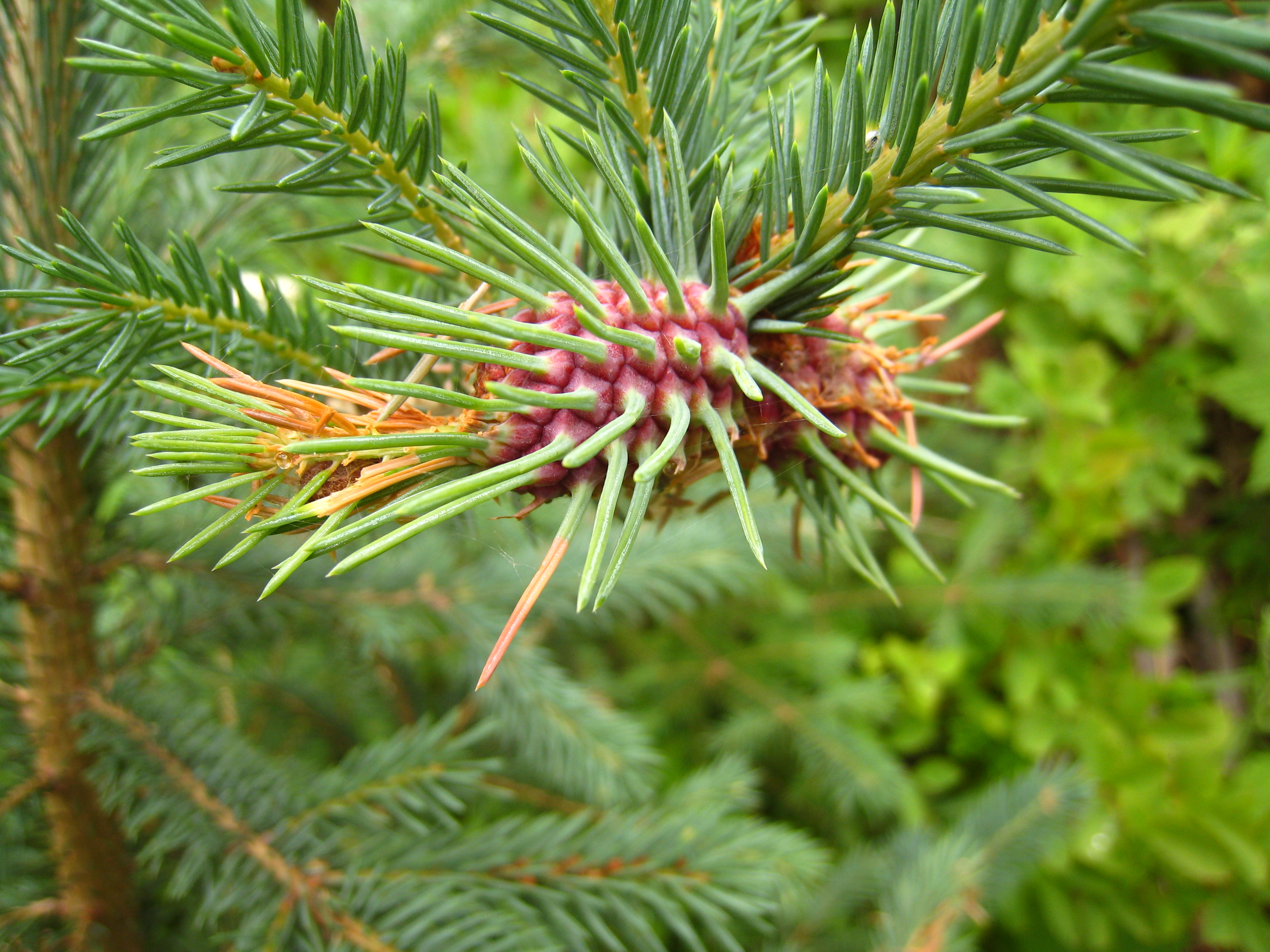
Galle « en forme d'ananas » d’Adelges cooleyi sur un épicéa.

Une galle (du latin galla issu de l’indo-européen *gel, « rond »), appelée scientifiquement cécidie (mot tiré du grec κηκίδιον / kêkídion, « noix de galle ») est une excroissance tumorale structurée produite sur les tiges, feuilles, racines ou fruits de certains végétaux. Elle se développe autour de commensaux ou de parasites ; ces agents peuvent être des animaux (arthropodes ou vers nématodes), des micro-organismes (champignons ou bactéries), ou plus rarement d'autres plantes.
En 2012 on dénombrait près de 13 000 insectes cécidogènes sur les 20 000 espèces galligènes recensées dans le monde, 1 500 en France.
Ces organes néoformés sont principalement induits par la piqûre d'insectes cécidogènes (différence avec la domatie) afin de pondre un œuf sous la cuticule. Ces animaux gallicoles sont principalement des arthropodes, représentés par 15 % d'acariens (acarocécidies) et 74 % d'insectes (entomocécidies appartenant notamment au genre Cynips). Chez les tenthrèdes, c'est la femelle qui déclenche sa formation. Lorsque la galle est percée d'un ou de plusieurs petits trous, cela signifie que les œufs ont donné naissance à des insectes adultes ayant déjà quitté leur « nid ». La galle n'est pas toujours occupée uniquement par l'arthropode qui la crée. On peut dénombrer sur une cécidie de Biorhiza pallida jusqu'à 75 espèces différentes : des commensaux, prédateurs et parasites.
Par extension, on désigne par cécidie toute anomalie d'origine parasitaire, y compris les atrophies, les troubles de corrélation entre organes et les perturbations de différenciation cellulaire. En effet, tous les intermédiaires existent entre les phytophages qui ne provoquent aucune réaction de la plante (espèces phyllophages, y compris les larves mineuses) et ceux qui entraînent la formation d'une structure très élaborée.
La cécidologie (ou cécidiologie) est l'étude scientifique de la galle des végétaux.

## Historique
Les galles sont signalées depuis l'Antiquité, ces formations attirant l'attention d'Hippocrate, Galien et Dioscoride. Il faut attendre 1675 pour que Malpighi reconnaisse les cécidies comme étant des formations pathologiques et fasse le lien entre parasite et galle. La cécidologie prend son essor au XVIIIe et XIXe siècles avec les travaux de Réaumur, Schlechtendal, Rubsamen. En 1901, Clodomir Houard et Gaston Darboux publient le premier grand traité sur les galles d'Europe et de Méditerranée. Clodomir Houard complète abondamment cet ouvrage et en publie trois tomes de 1908 à 1913. En 1922 et 1923, il récidive avec les galles d'Afrique, d'Asie et d'Océanie en deux tomes, puis les galles de l'Amérique du sud et de l'Amérique centrale en 1933 et enfin les galles des chênes d'Amérique du Nord en 1940. L'ensemble de ses ouvrages est depuis 2013 dans le domaine public. Ses multiples voyages et études botaniques lui permettent également de créer une des plus vastes collections cécidologiques aujourd'hui visible au Muséum national d'Histoire naturelle de Paris.

## Induction de la galle

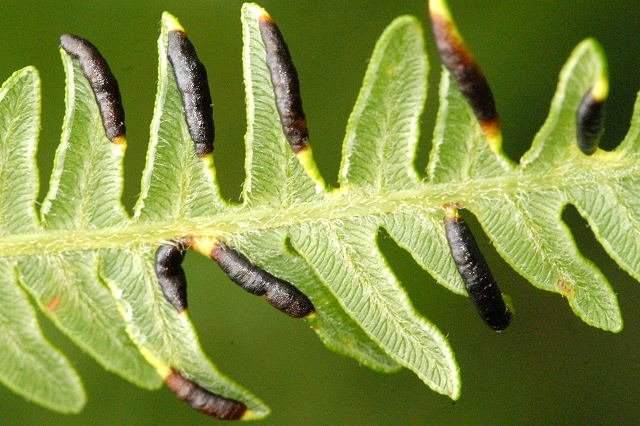
Le moucheron Dasineura pteridis provoque l'enroulement par le bas des pinnules de fougère puis leur pigmentation.

### Agents inducteurs de galle
Divers êtres vivants peuvent induire des galles. Les plus courants sont des animaux (cécidozoaires induisant une zoocécidie, principalement des insectes endo-phytophages et des nématodes (nématocécidie). Parmi les agents, on trouve aussi des champignons (mycocécidie) et des bactéries (bactériocécidie telles les galles induites par Agrobacterium sur divers végétaux, appelées galle du collet). Plus rarement, il s’agit d'autres plantes (cécidophytes induisant une phytocécidie). Ces parasites sont dits galligènes ou cécidogènes (littéralement « qui engendrent des galles » ou « des cécidies »). Certains parasites sont dits  gallicoles (littéralement « qui vivent dans des galles »), qu'ils soient cécidogènes ou non.

### Mécanismes de la cécidogenèse
Les mécanismes de la cécidogenèse (formation de cécidie) restent très mal connus.
En réponse à un stimulus produit par l'organisme induisant la galle (au niveau de l'ovipositeur de la mère ou directement de l’œuf ou de la larve), un phénomène de dédifférenciation des cellules végétales a lieu suivi d'une modification du développement du tissu végétal avec notamment une hyperplasie et une hypertrophie des cellules donnant la galle.

### Modification des hormones végétales au site d'induction
Des modifications des taux de phytohormones au site où commence le développement d'une galle, ou dans la galle, ont été mises en évidence.
La mouche de Hesse et Gnorimoschema gallaesolidaginis (en) sont capables d'induire une accumulation d'acide indole 3-acétique (IAA, famille des auxines) au point d'induction de la galle. Cette hormone végétale stimule la mérèse (production de nouvelles cellules par mitose) et l'auxèse (élongation des cellules nouvellement formées). Il est de même pour les galles induites par les agrobactéries, dont les cellules génétiquement transformées par ce micro-organisme, surproduisent auxine et cytokinine.

## Modifications de la plante dues aux galles

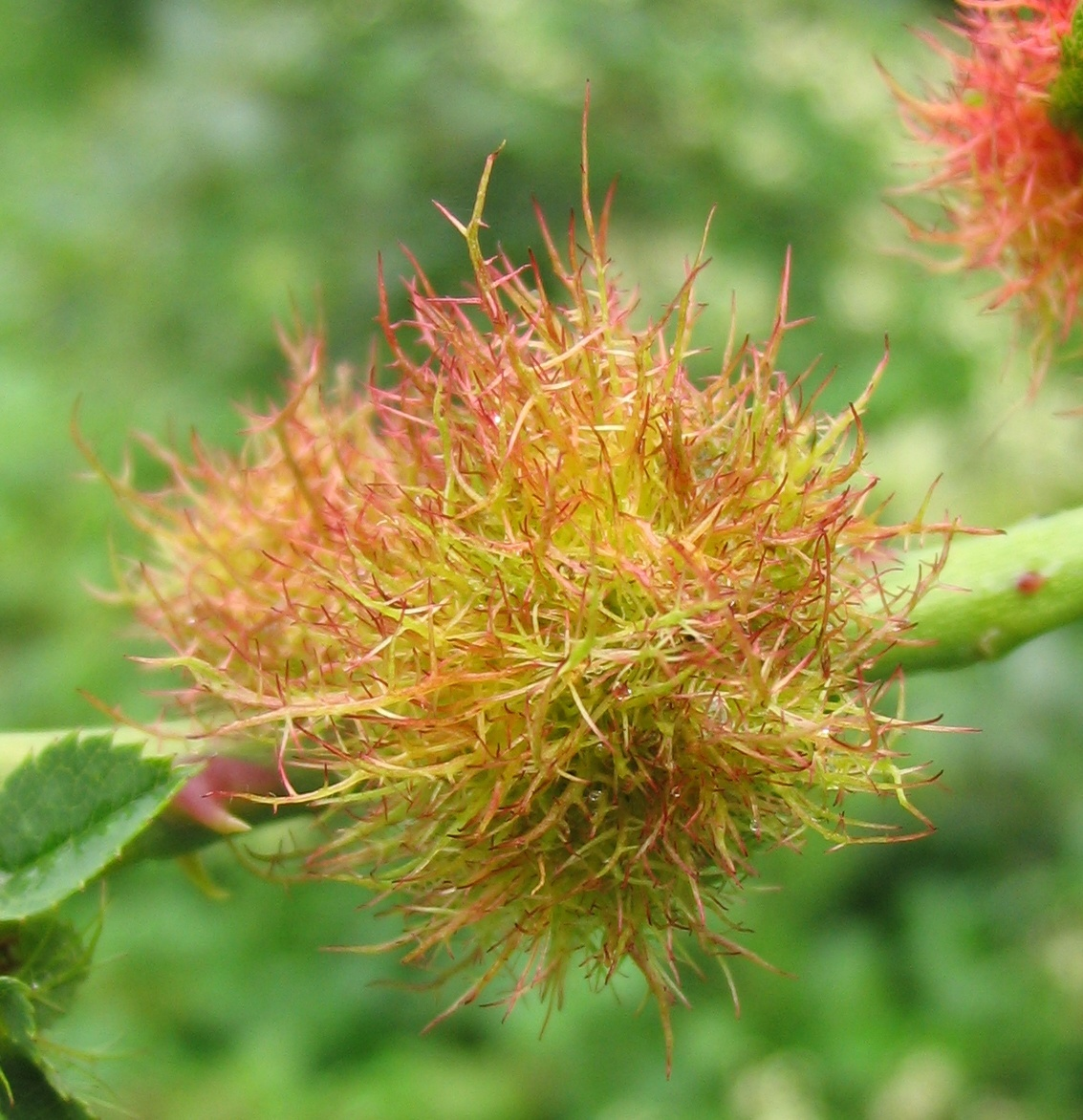
Bédégar ou « barbe de Saint-Pierre », galle de l'églantier provoquée par une petite guêpe, la Cynips du rosier.

Les galles jouent un double rôle dans le développement des organismes qui en induisent le développement : à la fois un rôle nutritionnel et un rôle de protection contre les intempéries ou les ennemis naturels. Les galles sont très diverses, certaines de structure très simple ne comprenant que peu de types de tissus végétaux différents alors que d'autres présentent une structure complexe avec différentes couches de tissus végétaux spécialisées dans la nutrition de la larve (dans le cas de larves induites par des arthropodes) et d'autres dans la protection de la larve.

### Développement de tissus végétaux nourriciers

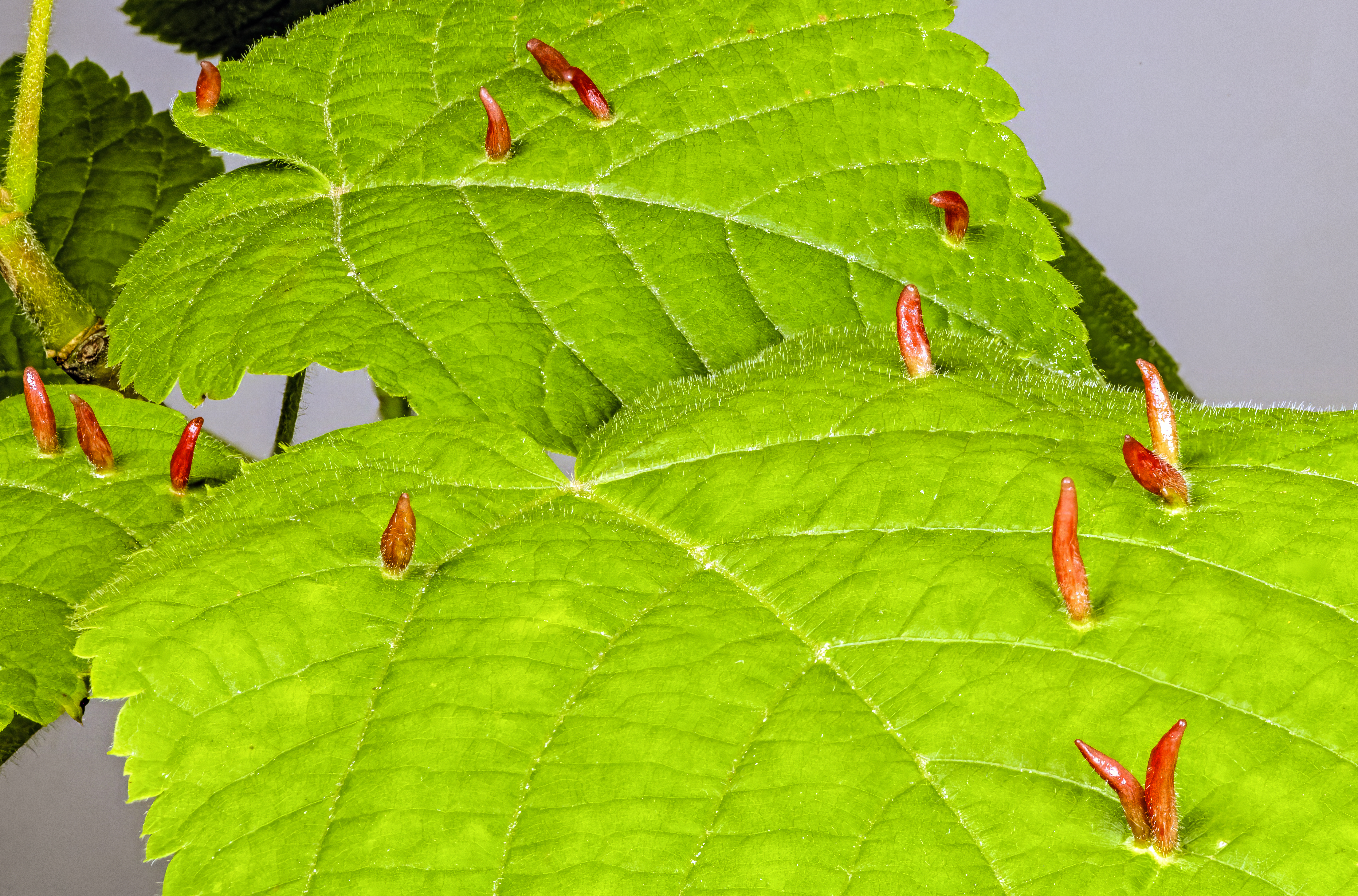
Galle cornue du tilleul provoquée par l'acarien Eriophyes tiliae.

Il existe généralement un décalage entre les besoins nutritifs des herbivores et la qualité nutritive des tissus végétaux. Certaines espèces comme des Cynipidae sont capables d'induire la génération de galles comprenant des tissus différenciés. En particulier, au contact de la larve, un tissu végétal nourricier se développe sur lequel va se nourrir la larve. Les cellules de ce tissu présentent des caractéristiques particulières, elles sont peu toxiques et très nourrissantes. En effet, leur métabolisme est manipulé par la larve, notamment en suractivant l'expression de gènes impliqués dans la synthèse protéique et glucidique. Ce tissu nourricier est connecté aux vaisseaux de la plante hôte et constitue un véritable puits à photosynthétats. Les caractéristiques des cellules du tissu nourricier sont modifiées. La perméabilité des parois cellulaires est augmentée, la taille des plasmodesmes est augmentée, la pression de turgescence des cellules nutritives est augmentée, des protéases sont injectées par la larve dans ces cellules.
Certaines mouches à galles sont capables d'induire une activation du métabolisme des acides nucléiques et des acides gras dans les cellules du tissu nourricier ; certaines induisent un mécanisme d'endoréplication dans les tissus nourriciers, augmentant ainsi la quantité d'acides nucléiques dans ces cellules,. La réactivation de métabolisme de stockage de lipides caractéristiques de la production de graine a été noté dans des galles de Cynipidae présentes sur le Colza Brassica napus.
Enfin, certaines espèces manipulent la plante hôte pour réduire la quantité de composés de défenses toxiques produits par la plante au site de nutrition. La mouche de Hesse réduit la concentration en composés toxiques en modifiant la voie métabolique des phénylpropanoïdes, en réduisant l'expression de 5 des 7 gènes codant des inhibiteurs de protéases de cette voie, ce qui conduit à une baisse des concentrations de chalcone, de flavonoïdes, d'isoflavonoïdes et de lignine dans les cellules dont se nourrit la larve.

### Développement de tissus végétaux de protection
Certaines galles présentent des tissus externes jouant un rôle de protection contre des stress abiotiques (abri microclimatique irradiation, pluie, déshydratation, vent) ou des facteurs biotiques (rôle défensif contre parasites et pathogènes). Ce rôle défensif expliquerait leur coloration aposématique avertissant de leur toxicité (présence de phénols et de tannins, effet tritrophique) mais il n'empêche pas de nombreuses galles d'être parasitées par des inquilins.
Ces tissus présentent généralement des caractéristiques particulières.
Le puceron Phloeomyzus passerinii ainsi que les hyménoptères du genre Pontania sont capables d'induire l'accumulation de composés phénoliques dans les tissus périphériques de la galle qu'ils induisent. Ces composés sont toxiques pour les herbivores qui les évitent généralement.
Certains Cynipidae induisent l'accumulation de tannins, toxiques pour les herbivores et les champignons, dans les parties externes de la galle.

### Avantages et coûts de ce parasitisme
Les galles constituent un parasitisme très évolué, désavantageux pour la plante qui semble pourtant généralement le supporter remarquablement bien. L'entomologiste Mahadeva Subramania Mani (en) pense que l'adoption de ce mode de vie parasitaire par les plantes libres auparavant présente un avantage qui explique le succès de son évolution par sélection naturelle. La formation de la galle serait une réaction adaptative du végétal dans la mesure où elle limite le parasite dans l'espace et dans le temps, lui imposant ainsi une grande spécialisation et une moindre nocivité.

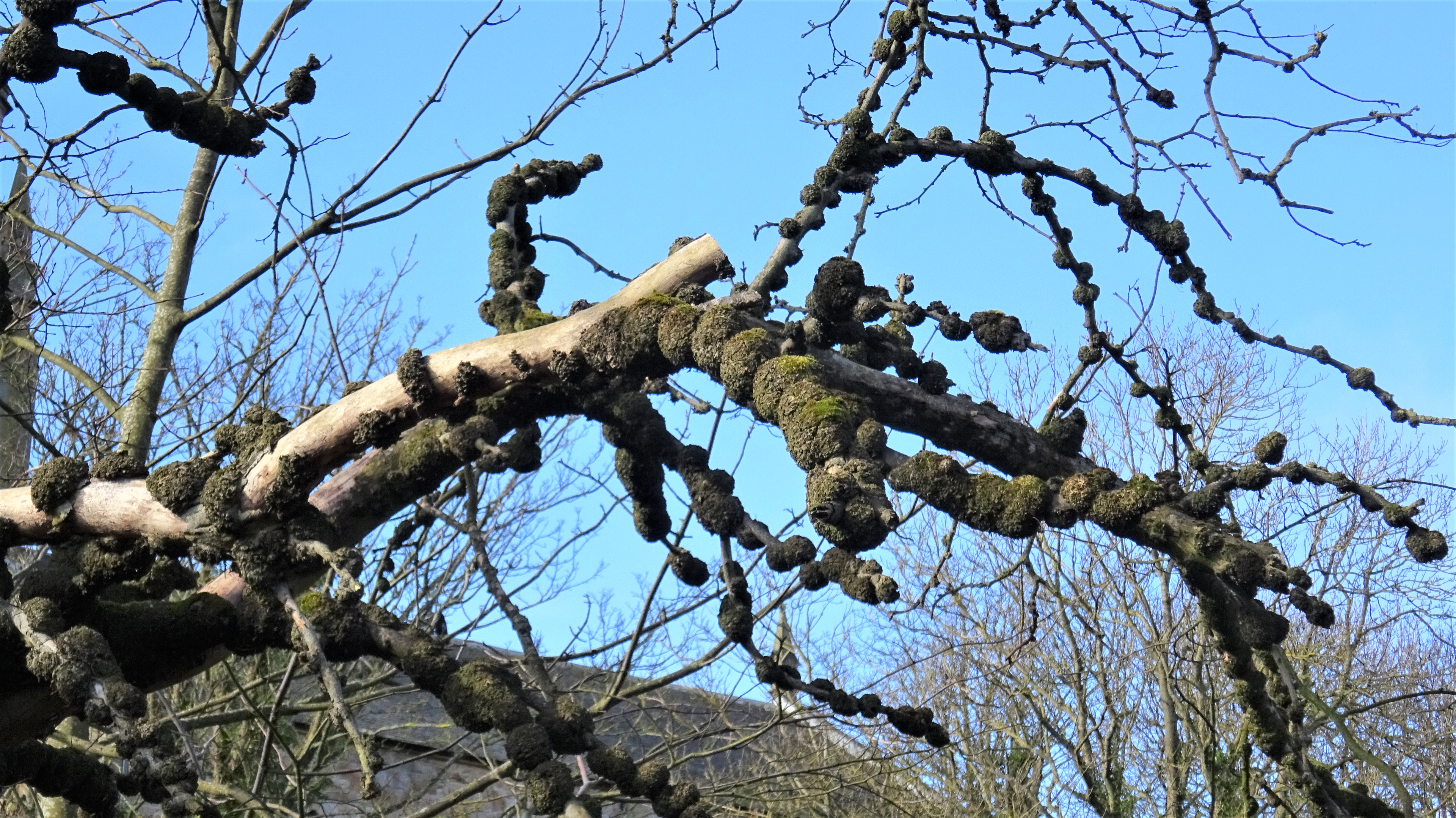
Orme mort festonné de galle du collet (crown galls), c'est-à-dire Rhizobium radiobacter, en Écosse (nord Ayrshire), photo Rosser, 1954.

## Différents types de galles

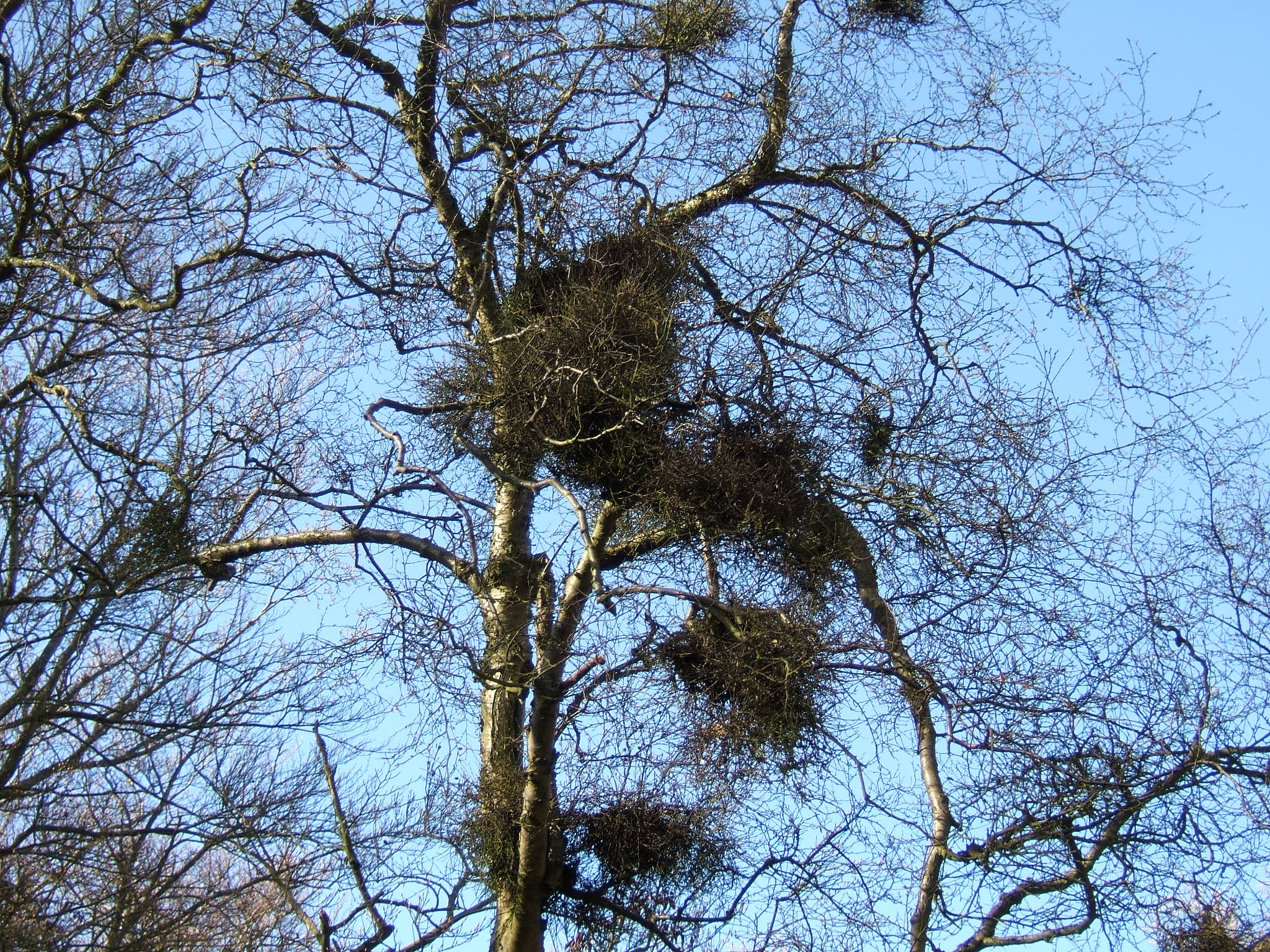
Les balais de sorcière, causés par le champignonTaphrina betulina sur un bouleau, sont des galles organoïdes.

En 1911, le botaniste Ernst Küster (en) établit une classification morphogénétique des galles, distinguant les galles histioïdes (avec formation de nouveaux tissus) et les galles organoïdes (déformations dépourvues d'hypertrophie, mais avec inhibitions de croissance, virescences des organes floraux…).

### Galles créées par desarthropodes

#### Galles du chêne

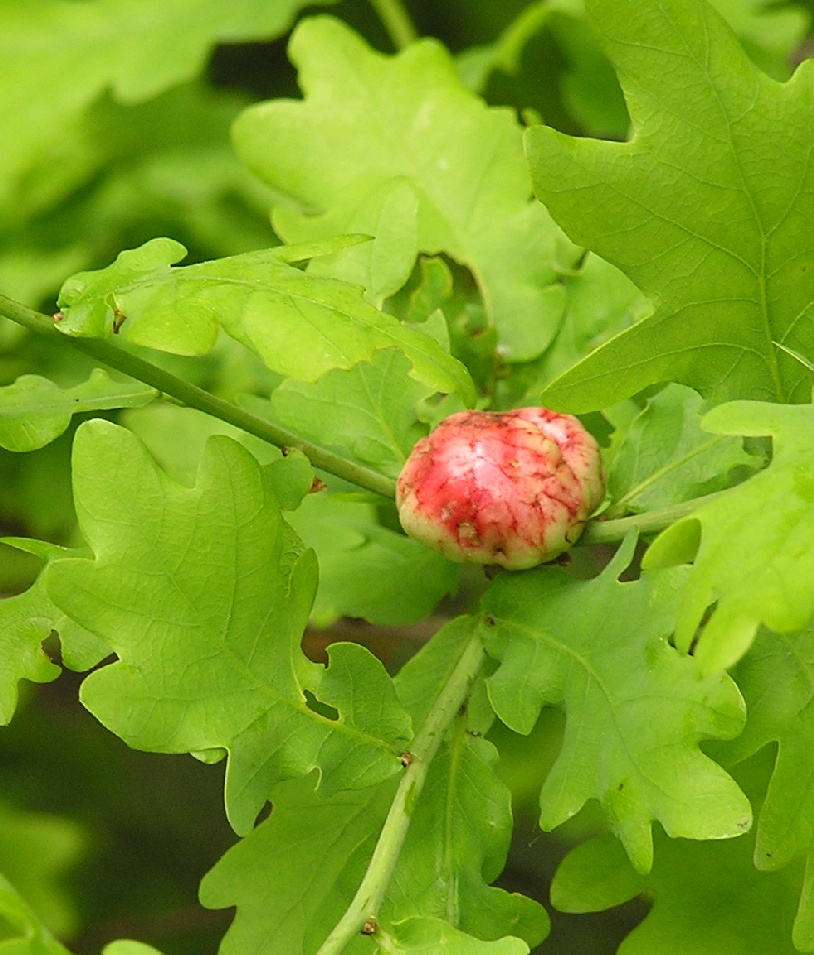
Galle dite « pomme de chêne » ; de Biorhiza pallida (hyménoptère de la famille des Cynipidae).

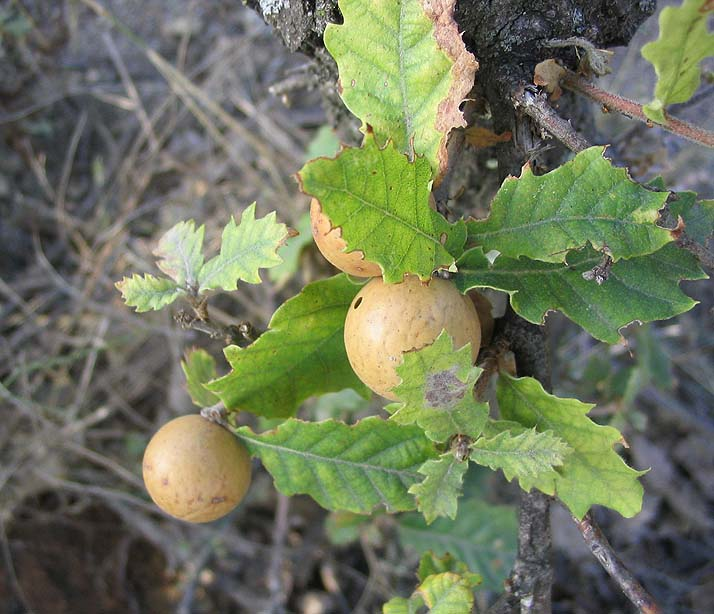
Galle-artichaut dAndricus fecundatrix induite par la ponte d'œufs dans des bourgeons du chêne.

Dans l'hémisphère nord, et en zone tempérée, les galles les plus connues sont les galles du chêne (ou « noix de galle », « galle du Levant »), généralement produites par des Cynips, Cynips quercusfolii, Biorhiza pallida « la galle de la pomme de chêne », ou Andricus kollari. Sur les divers chênes d'Europe moyenne on dénombre environ 250 variétés de galles, dont 200 sont de la famille des Cynips. Elles poussent sur les feuilles ou à leur aisselle, et sont sphériques, évoquant la forme d'une petite pomme de 1 à 5 cm. Une autre galle très fréquente en région méditerranéenne provient du parasitage du chêne par Andricus dentimitratus. Les excroissances rougeâtres et collantes, en forme de dents, qui enveloppent le gland sont à l'origine du nom de cet insecte.
On a longtemps réservé le terme de « galles » aux seules excroissances produites sur les chênes par les Cynipidés, mais on l'utilise aujourd'hui comme synonyme de « cécidies », autrement dit des excroissances dues à des arthropodes (dits « gallicoles ») ou autres invertébrés très différents les uns des autres, s'attaquant à de nombreuses plantes et produisant des tumeurs aux formes variées. Ces tumeurs sont dues à la réaction de la plante à la présence du parasite.
Diverses galles du chêne, très riches en tanins, ont autrefois été utilisées comme colorants dans le tannage des cuirs ou pour réaliser de l'encre noire. Leur association à du sulfate de fer crée une réaction chimique qui donne la couleur noire de l'encre.

#### Galles sur d'autres espèces

##### Diplolepis
Outre celles du chêne, très différentes les unes des autres, l'une des galles les plus connues apparaît sur les rosiers et les églantiers : le bédégar, qui se présente sous l'aspect d'une touffe hirsute formée de nombreux filaments (produit par Diplolepis rosae) ou la Galle de l'églantier ressemblant à un petit oursin (produit par Diplolepis mayri).

##### Eriophyes
Les Eriophyes sont des acariens responsables de galles sur de nombreuses espèces.

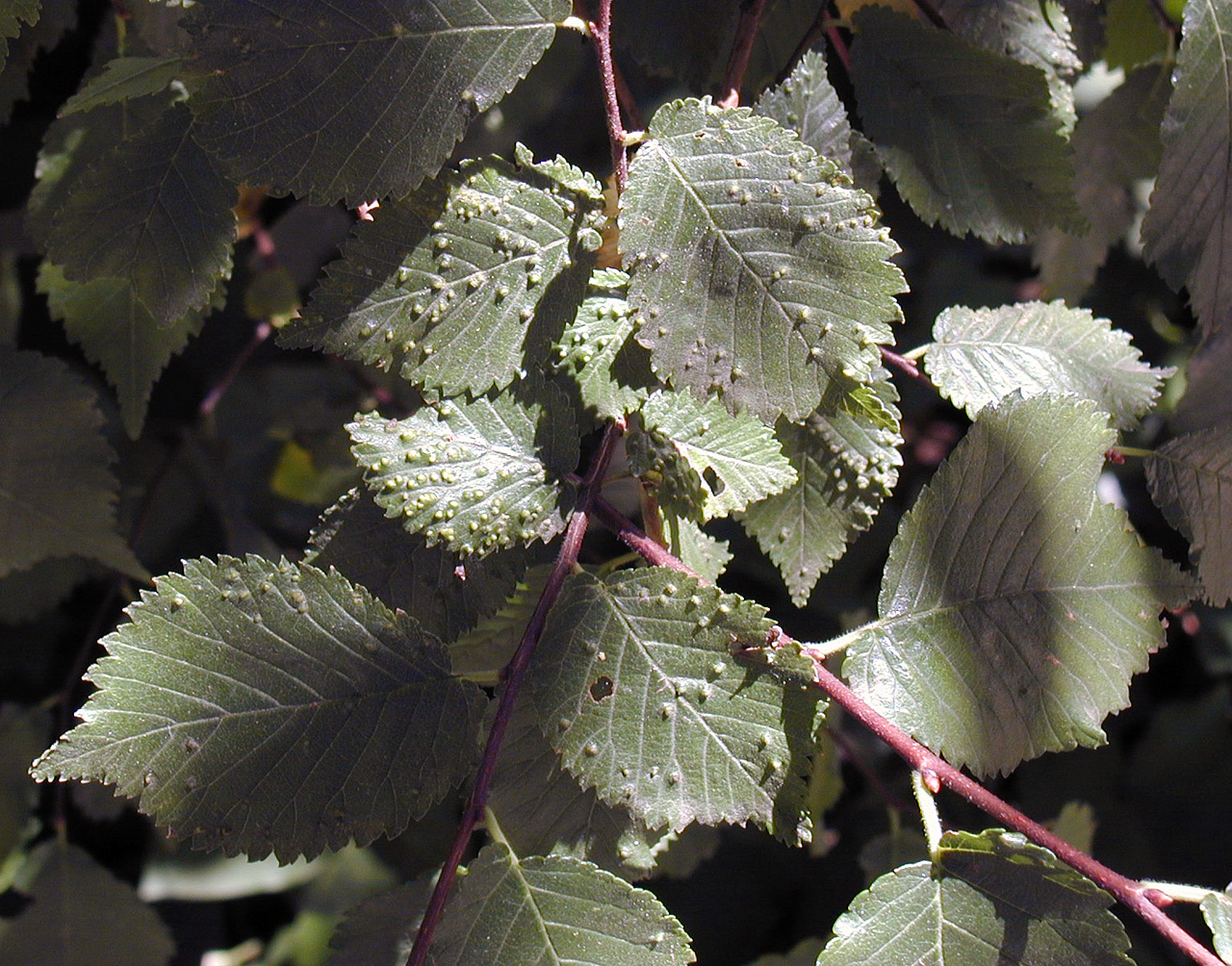
Galles d' Eriophyes ulmicola sur des feuilles dUlmus minor.

- Sur l'aulne on trouve Eriophyes inangulis (Ériofie des nervures), Eriophyes laevis, (Ériofie lisse).
- Eriophyes tiliae, Eriophyes tetratrychus et Eriophyes leiosoma (taches croûteuses) sur les Tilleuls[23].
- Eriophyes similis sur le Prunellier (Prunus spinosa).
- Eriophyes macrorhynchus sur l'Érable sycomore.
- Eriophyes pyri sur des Rosacées (Poirier, Alisier...).
- Eriophyes ulmicola sur les feuilles de l'Orme champêtre.
- Eriophyes triradiatus. Le Phytopte des galles des pousses de saules qui vit dans des galles-balais de sorcière sur les Saules.
- Eriophyes viburni ou Galle de la Viorne[24].

##### Cecidomyiidae
Cecidomyiidae est une famille de l'ordre des Diptères dont des espèces forment diverses galles. Elles font partie des ravageurs invasifs les plus fréquents sur les plantes cultivées. En particulier des dégâts aux cultures sont dus aux Cécidomyie du chou-fleur (Contarinia nasturtii) : déformation et choux borgnes, Cécidomyie du pois (Contarinia pisi) : fleurs gonflées et gousses grignotées, Cécidomyie des poirettes (Contarinia pirivora) : déformation et chutes prématurées des jeunes fruits, Cécidomyie de la vigne Contarinia viticola (parasites dans les fleurs et galles sur les feuilles) et Cécidomyie de la galle du framboisier (Lasioptera rubi) : tumeurs sur les tiges. Cette dernière infecte aussi la ronce commune (Rubus fruticosus), de même que Dasineura plicatrix et Contarinia rubicola.
Plusieurs espèces se développent sur les arbres :
- la Cécidomye du hêtre est une petite galle pointue en forme de pépin sur la feuille du hêtre provoquée par Mikiola fagi[29] ;
- Harmandiola cavernosa, Harmandiola tremulae et Contarinia petioli provoquent des galles sur les feuilles du Peuplier tremble ;
- Cecidomyia catalpae tache les feuilles, endommage les bourgeons et les branches du Catalpa[30].

##### Aceria
Les Aceria sont des acariens responsables de galles sur diverses espèces.
- Aceria brevitarsa (galle des plaques feutrées de l'Aulne ou galle de l'Aulne)[31].
- Aceria aceriscampestris se trouve sur l'Érable champêtre.
- Aceria erinea, le Phytopte du Noyer, sur les feuilles du Noyer commun.

##### Autres
- La galle-ananas sur les rameaux de l'épicéa commun est provoquée par un puceron : Sacchiphantes viridis[23].
- la galle du Sapin de Douglas est due au puceron Gilettcella cooleyi[23].
- Les galles en forme de corne, de fève ou de croissant du Pistachier lentisque abritent les pucerons des espèces Aploneura lentisci[32], Pemphigus cornicularius et Pemphigus semilunarius[3].
- Pediaspis aceris sur l'Érable sycomore.
- Phyllocoptes populi (acarien) sur les Peupliers.
- Plagiotrochus quercusilicis sur le Chêne kermès.
- Chirosia betuleti sur diverses fougères.
- Tetraneura ulmi sur l'Orme champêtre.
- Pontania proxima et Pontania viminalis sur des feuilles de Saules.
- Trioza alacris sur le Laurier noble.
- Pemphigus sur les  Peupliers dont Pemphigus bursarius.
- Aulacidae hieracii (Hyménoptère) sur les Épervières.
- Daktulosphaira vitifoliae (Hémiptère), le Phylloxéra gallicole de la vigne.
- Vasates quadripedes (Acarien) sur les feuilles d'Érables nord-américains.
- Pontania viminalis (Hyménoptère) sur Salix viminalis.
- Urophora cardui, la Mouche du chardon (Diptère), sur Cirsium arvense.
- Timaspis lampsanae (Hyménoptère) sur Lapsana communis.

### Galles créées par des nématodes

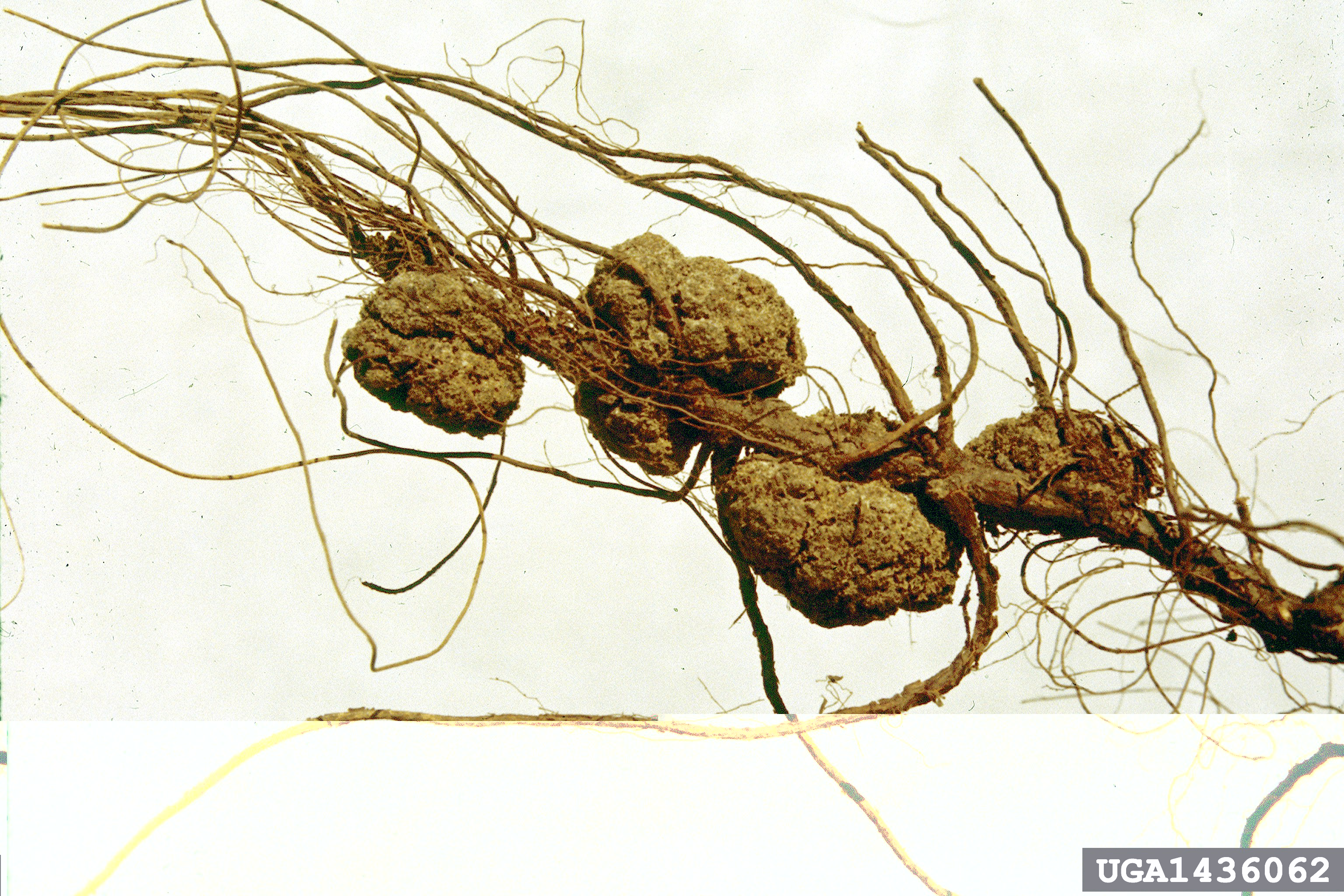
Carya illinoensis infesté par Agrobacterium tumefaciens.

Les « nématodes à galles » (du genre Meloidogyne) sont à l'origine de galles situées sur les racines de plantes herbacées. Par exemple la femelle de Meloidogyne hapla pond ses œufs dans un sac dans une pomme de terre, ce qui produit la galle du Nord, puis les larves sortent de la galle pour s'introduire dans les racines qui deviennent boursoufflées par des cellules fusionnées géantes (syncytium).

### Galles créées par des champignons
Quelques espèces de champignons parasites peuvent aussi induire une galle (appelée mycocécidie) chez la plante, comme les champignons du genre Gymnosporangium. Ce type de galle est souvent observée chez les feuilles ou fruit de Millettia pinnata. La forme des galles est différente : globuleuse sur le fruit, et allongée sur la feuille.
Exobasidium rhododendri sur le Rhododendron ferrugineux. Taphrina populina sur les feuilles des Peupliers.
Plusieurs galles sont induites par des champignons qui peuvent attaquer des pommes de terre : la galle verruqueuse, aussi tumeur verruqueuse ou galle noire (Synchytrium endobioticum), la galle argentée ou tache argentée (Helminthosporium solani) et la galle poudreuse (Spongospora subterranea).

#### Galles comestibles
Il est à noter qu'un champignon (Ustilago esculenta) associé à une espèce de riz sauvage (Zizania latifolia) produit une galle comestible, utilisée comme source de nourriture dans les provinces chinoises du Jiangsu et du Zhejiang.
C'est également le cas du charbon du maïs (Ustilago maydis) qui s'attaque principalement aux grains de maïs (Zea mays) et de son genre voisin téosinte (Euchlena mexicana) produisant des tumeurs nommées huitlacoche particulièrement recherchées comme mets raffiné au Mexique.

### Galles créées par des bactéries
Agrobacterium tumefaciens, renommée Rhizobium radiobacter, est l'une des bactéries pathogènes de plantes qui peut causer la production de galles. La galle du collet ou crown-gall est causée par cette bactérie. La maladie se traduit par l'apparition d'une tumeur au site d'infection, qui est le plus souvent le système racinaire ou le collet (jonction entre les racines et la tige) de la plante.

## Inquilinisme
Les galles peuvent être soumises à une interaction biologique appelée inquilinisme. Les inquilins ou commensaux se nourrissent des tissus de la galle lorsque l'hôte cécidogène (œuf, larve, adulte) est encore en place. Les inquilins sont incapables de donner naissance eux-mêmes à des galles, ou bien ne sont que faiblement cécidogènes. Ils gênent parfois la larve cécidogène ou même la tuent (exemple : Synergus reinhardi dans les galles de Cynips kollari). Ce cas d'hyperparasitisme doit être distingué des cécidophages (oiseaux, fourmis, chenilles) qui détruisent les galles pour se nourrir.